# Taktika motti

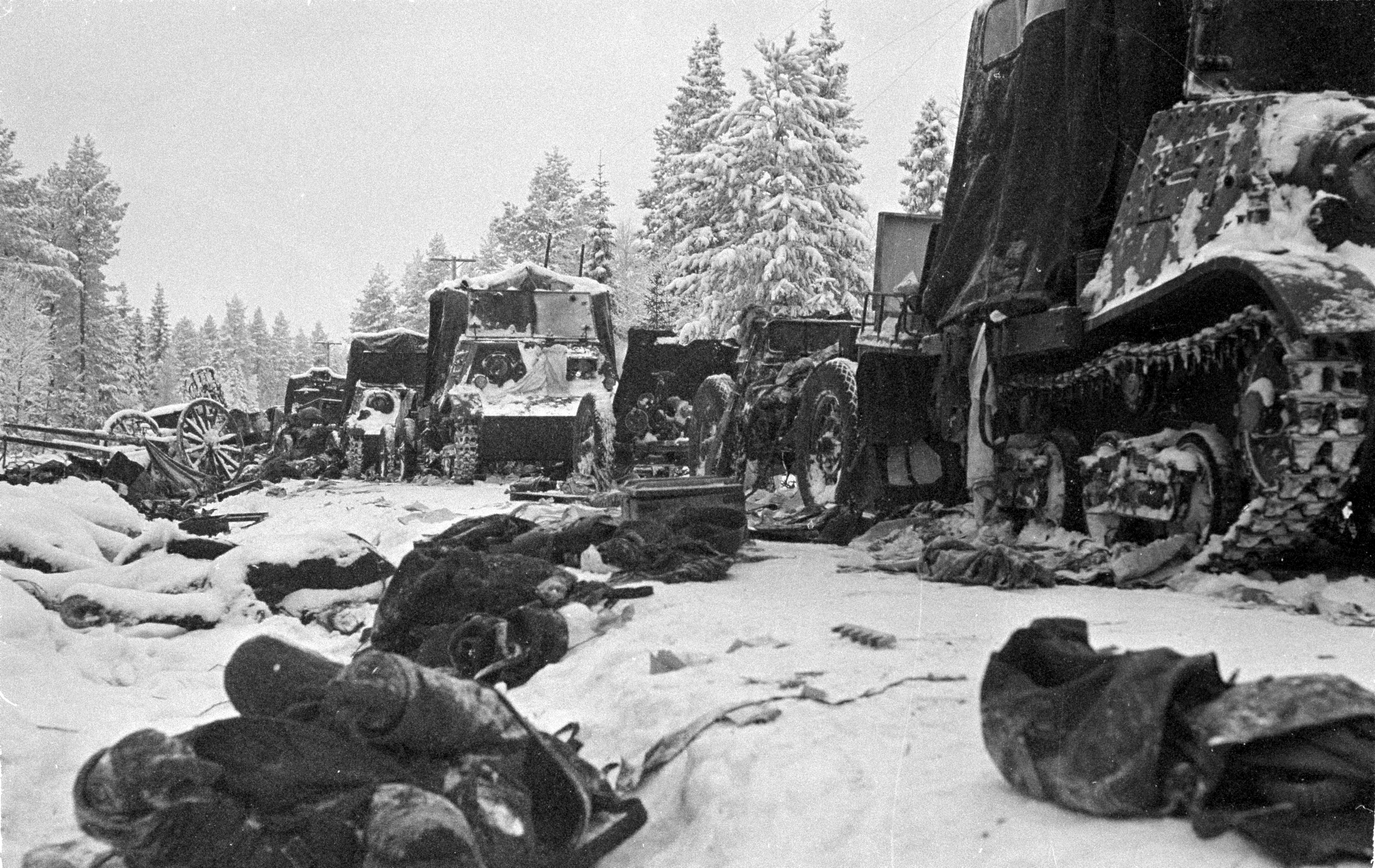
Oběti finského přepadu (v popředí) a opuštěná sovětská technika (v pozadí)

Taktika motti (finsky mottisota) je speciální vojenská taktika vyvinutá finskou armádou pro boj v nepřehledném terénu se špatným stavem komunikací. Byla úspěšně aplikována během bojů s Rudou armádou za zimní války a v první fázi pokračovací války.

## Původ názvu
Motti označuje ve finštině hromadu pokáceného dřeva připraveného ke zpracování a odvozu. Ve vojenském žargonu označuje obklíčené enklávy nepřítele, které taktika motti dočasně produkuje.

## Popis taktiky
Daná taktika se ideálně hodí pro boj v neprostupném terénu, v němž neexistence komunikací znemožňuje nepříteli plně rozvinout své síly a dostatečně zabezpečit své pozice a křídla. Počítá se s tím, že nepřítel se během postupu vpřed roztáhne podél komunikace a že se jeho postup nakonec na vhodném místě podaří zastavit. Pak následuje protiúder, během kterého finská armáda využije svoji vysokou mobilitu v těžkém terénu. Za ideální byl považován noční protiúder, kdy jednotky Sissi pronikly mezi opevněné obranné body nepřítele, zlikvidovaly hlídky a infiltrovaly klíčové pozice. Následoval zdrcující útok, jehož výsledkem bylo rozbití útvaru nepřítele do jednotlivých enkláv. Poté následovala postupná likvidace jednotlivých enkláv.

## Historické příklady
Za učebnicový příklad aplikace taktiky motti je považováno zničení elitní 44. divize Rudé armády v Bitvě o Suomussalmi a některé dílčí bitvy v roce 1941 při ofenzívě v Ladožské a Východní Karélii a na Karelské šíji. 
Dále byla tato taktika úspěšně použita a dokončena v prosincových a lednových bitvách zimní války na severním břehu Ladožského jezera, nicméně zde už nelze mluvit o učebnicové ukázce, neboť taktika motti předpokládala zničení enkláv bezprostředně následující po jejich vytvoření - tj. v několika dnech, zatímco zde se jejich likvidace roztáhla na týdny, což bylo způsobeno jednak nedostatkem mužů a těžkých zbraní na finské straně, jednak tím, že rozbití nepřátelských kolon nebylo ideální a některé vzniklé enklávy byly příliš velké. Likvidace většiny z nich tak byla odložena až po jejich oslabení skrze mráz a vyhladovění.
Příkladem ne zcela úspěšné, respektive nedokončené taktiky motti patří bitva v sektoru Kuhmo, kde se elitní 54. divizi Rudé armády podařilo obklíčit, ale rozbití jejího útvaru bylo nedostatečné a nepodařilo se dosáhnout jejího úplného zničení. Nutno ovšem dodat, že situace zde byla komplikována sovětskými posilami, které neumožnily Finům uvolnit pro likvidaci obklíčeného nepřítele dostatečně silné jednotky. 